# Piton Batard
Pour les articles homonymes, voir Piton (homonymie).
Le piton Batard est un sommet de montagne de l'île de La Réunion, un département d'outre-mer français dans l'océan Indien. Situé entre les communes de Saint-Denis et de La Possession, il domine le village de Dos d'Âne et culmine à 1 513 mètres d'altitude.